# オミド・エブラヒミ
オミド・エブラヒミ（ペルシア語: امید ابراهیمی, ラテン語: Omid Ebrahimi Zarandini，1987年9月16日 - ）は、イラン出身のサッカー選手。アル・ワクラSC所属。ポジションはミッドフィールダー。

## 来歴

### クラブ
2011年、アミール・ガレノイーに才能を見出された。2010年、アーザーデガーン・リーグのシャフルダリからセパハンに移籍した。2010年7月27日、ラーフ・アーハンFC戦にフル出場し、デビューした。
2014年6月10日、エステグラルFCに移籍した。エステグラルでは、2015-16シーズンと2016-17シーズンにはペルシアン・ガルフ・プロリーグの最優秀ミッドフィルダーに選出され、エステグラルで最も得点を挙げたミッドフィルダーとなった。

### 代表
2012年9月12日、西アジアサッカー選手権2012でのサウジアラビア代表戦でデビューした。2014年12月30日、AFCアジアカップ2015に出場するイラン代表に選出された。
2018 FIFAワールドカップを戦うイラン代表の本大会メンバーに選出された。

## 代表歴

### 出場大会
- イラン代表
  - 2018 FIFAワールドカップ

### 試合数
- 国際Aマッチ 56試合 0得点（2012年-）[9]

| イラン代表 | 国際Aマッチ | 国際Aマッチ |
| 年         | 出場        | 得点        |
| ---------- | ----------- | ----------- |
| 2012       | 3           | 0           |
| 2013       | 2           | 0           |
| 2014       | 1           | 0           |
| 2015       | 10          | 0           |
| 2016       | 4           | 0           |
| 2017       | 5           | 0           |
| 2018       | 14          | 0           |
| 2019       | 12          | 0           |
| 2020       | 0           | 0           |
| 2021       | 1           | 0           |
| 2022       | 3           | 0           |
| 2023       | 1           | 0           |
| 2024       |             |             |
| 通算       | 56          | 0           |